# Christopher Martins Pereira
Christopher Martins Pereira (ur. 19 lutego 1997 w Luksemburgu) – luksemburski piłkarz pochodzenia kabowerdeńskiego grający na pozycji lewego pomocnika. Od 2019 jest zawodnikiem BSC Young Boys.

## Kariera klubowa
Swoją karierę piłkarską Martins Pereira rozpoczął w klubie RFC Union Luksemburg. W 2012 roku awansował do pierwszej drużyny. 7 kwietnia 2013 zadebiutował w nim w pierwszej lidze luksemburskiej w przegranym 0:2 domowym meczu z Jeunesse Esch. W RFC Union grał do końca sezonu 2012/2013.
W 2013 roku Martins Pereira przeszedł do Olympique Lyon. Został członkiem zespołu rezerw. Zadebiutował w nich w Championnat de France amateur 26 kwietnia 2014 w wygranym 4:1 wyjazdowym meczu z US Sarre-Union.
| Sezon   | Klub                 | Kraj       | Rozgrywki          | Mecze | Gole |
| ------- | -------------------- | ---------- | ------------------ | ----- | ---- |
| 2012/13 | RFC Union Luksemburg | Luksemburg | Nationaldivisioun  | 8     | 0    |
| 2013/14 | Olympique Lyon B     | Francja    | CFA                | 1     | 0    |
| 2014/15 | Olympique Lyon B     | Francja    | CFA                | 14    | 2    |
| 2015/16 | Olympique Lyon B     | Francja    | CFA                | 10    | 0    |
| 2016/17 | Olympique Lyon B     | Francja    | CFA                | 18    | 0    |
| 2017/18 | Olympique Lyon       | Francja    | Ligue 1            | 2     | 0    |
| 2017/18 | FC Bourg-Péronnas    | Francja    | Ligue 2            | 17    | 1    |
| 2018/19 | Olympique Lyon B     | Francja    | CFA                | 1     | 0    |
| 2018/19 | Troyes AC            | Francja    | Ligue 2            | 29    | 2    |
| 2019/20 | BSC Young Boys       | Szwajcaria | Swiss Super League |       |      |

## Kariera reprezentacyjna
W reprezentacji Luksemburga Martins Pereira zadebiutował 8 września 2014 w zremisowanym 1:1 meczu eliminacji do Euro 2016 z Białorusią, rozegranym w Luksemburgu.